# Office togolais des recettes
L’Office Togolais des Recettes (OTR) est une administration publique autonome du Togo, chargée de la collecte des impôts, taxes et droits de douane pour le compte de l’État et des collectivités territoriales. L'OTR est créée le 10 décembre 2012.
Il regroupe les anciennes directions générales des douanes et des impôts au sein d’une structure unique.

## Historique
| N° | Prénoms et nom         | Debut | Fin         | ref   |
| -- | ---------------------- | ----- | ----------- | ----- |
| 01 | Henry Gaperi           | 2014  | 2016        | [ 2 ] |
| 02 | Kodjo Adedze           | 2016  | 2019        | [ 3 ] |
| 03 | Philippe Kokou Tchodie | 2019  | À nos jours | [ 3 ] |

## Missions
L’OTR a pour missions principales :
- le recouvrement des recettes fiscales et douanières de l’État et des collectivités territoriales[4] ;

- le conseil et la représentation du gouvernement en matière de fiscalité et de douanes[5] ;

- la promotion du consentement volontaire à l’impôt[6] ;

- la lutte contre la fraude, l’évasion fiscale et la corruption[7] ;

- la production de statistiques relatives aux recettes collectées.

## Statut juridique
L’Office Togolais des Recettes est un établissement public à caractère administratif, doté de la personnalité juridique et d’une autonomie de gestion administrative et financière. Sa création visait à renforcer l'efficacité de la mobilisation des ressources internes et à moderniser la gouvernance fiscale et douanière.

## Innovations et réformes
Depuis sa mise en place, l’OTR a initié plusieurs réformes structurelles et techniques visant à moderniser les pratiques fiscales et douanières au Togo. Parmi les principales innovations, on peut citer
- Recouvrement bancaire des taxes et impôts : les paiements peuvent désormais être effectués via des établissements bancaires, ce qui améliore la transparence, la sécurité des recettes et la rapidité des transactions pour les contribuables.

- Déclarations douanières électroniques : grâce à la plateforme SYDONIA World, les opérateurs économiques peuvent effectuer leurs déclarations en ligne, simplifiant ainsi les procédures.

- Dispositifs anticorruption : mise en place d’un numéro vert (8280) et d’une adresse électronique dédiée pour recueillir les dénonciations relatives aux comportements frauduleux[10].

- Réforme de la sélectivité douanière : amélioration des mécanismes de tri et de traitement des marchandises pour accélérer leur dédouanement[11].

- Éducation du contribuable : campagnes de sensibilisation à travers des émissions radio et télévisées, forums de contribuables et activités de proximité afin de renforcer la culture fiscale au sein de la population[12].